# Ključna kost
Ključna kost (lat. clavicula) ili ključnica duga je kost ramenog obruča, koja ima izgled blago zavojitog slova S. 
Ključna se kost nalazi položena vodoravno, na gornjoj strani prsnog koša. Ključna kost je uzglobljena s prsnom kosti na medijalnom kraju i ramenim vrhom lopatice na lateralnom kraju. 
Ključna kost se obično dijeli na:
- medijalni kraj (medijalna trećina) (lat. extremitas sternalis)
- srednji dio (srednja trećina)
- lateralni kraj (lateralna trećina) (lat. extremitas acromialis)

Polazište i hvatište mišića:
- gornja ploština i prednji rub - polazi deltoidni mišić (lat. musculus deltoideus)
- gornja ploština i stražnji rub - hvata se trapezni mišić (lat. musculus trepezius)
- donja ploština - hvata se potključni mišić (lat. musculus subclavius)
- prednji rub - polazi veliki prsni mišić (lat. musculus pectoralis major)
- stražnji rub - polaze prsnoključnosisasti mišić (lat. musculus sternocleidomastoideus) i prsnopodjezični mišić (lat. musculus sternohyoideus)